# Vulst

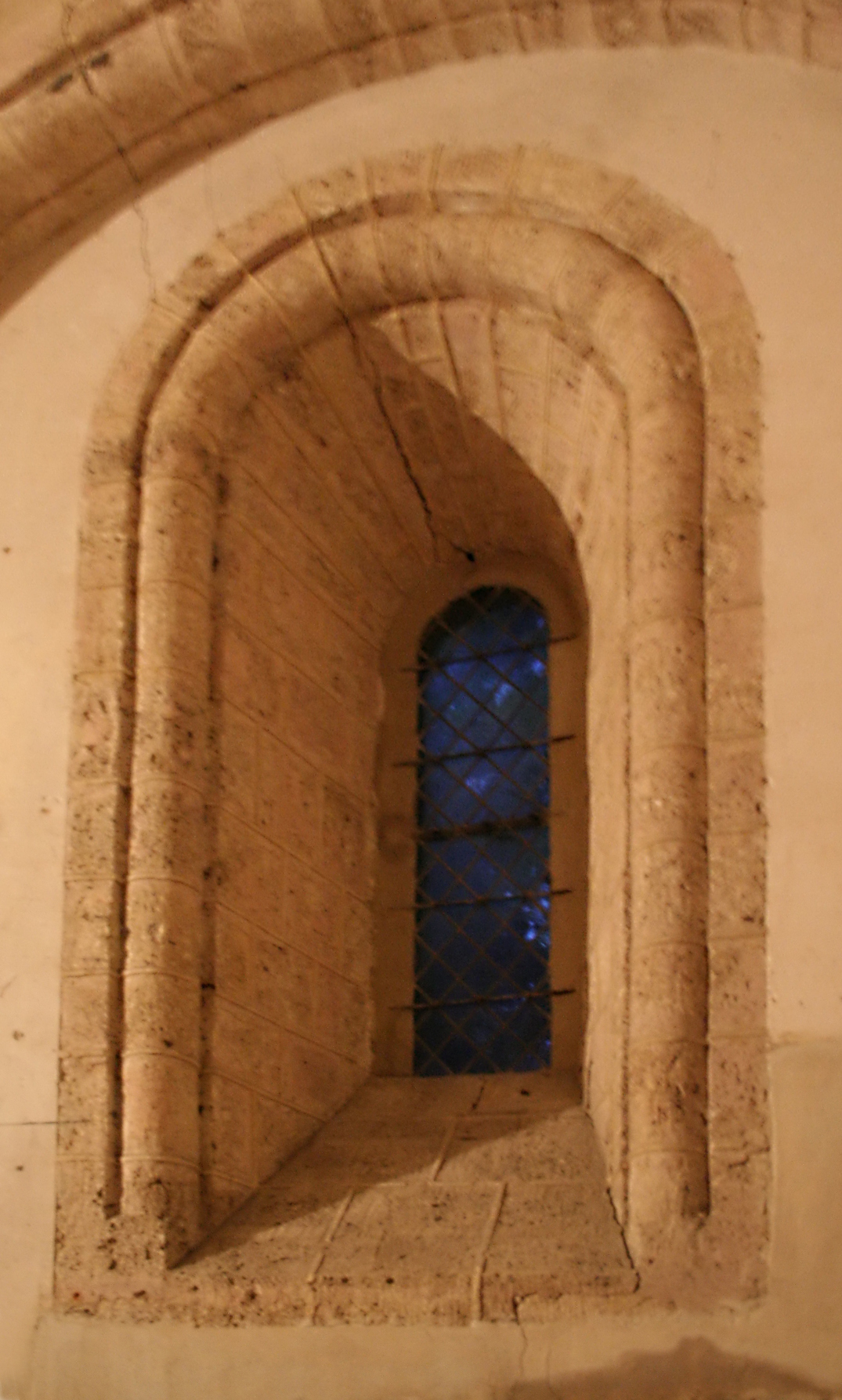
Absidfönster med vulst i kyrkan Saint-André i Saint-André-d'Hébertot i nordvästra Frankrike.

Vulst, utåtsvälld list, speciellt i basen till en kolonn, pelare eller pilaster, i tvärsnitt vanligen ungefär halvcirkelformig. En vulst kan även förekomma över en fönsteröppning.